# Missing (ER)
Missing is de negende aflevering van het tiende seizoen van de televisieserie ER, die voor het eerst werd uitgezonden op 4 december 2003.

## Verhaal
Rasgotra krijgt twee Amish tieners onder behandeling die betrokken waren bij een auto-ongeluk. Zij waren bezig met hun rumspringa om zo te beslissen of zij Amish willen blijven.
Het ziekenhuis houdt een herdenkingsdienst voor de overleden dr. Romano, dr. Corday is de enige die deze dienst bezoekt.
Dr. Kovac besteedt veel aandacht aan Alex, dit tot ergernis van Samantha. Toch ontstaat er iets moois tussen dr. Kovac en Samantha.
Dr. Gallant krijgt bezoek van zijn tweelingzus, zij valt tot ergernis van dr. Gallant in de smaak bij dr. Pratt.
Lockhart krijgt een vijfjarig meisje onder behandeling die in een coma blijft, en heeft grote moeite om haar familie te vinden.

## Rolverdeling

### Hoofdrollen
- Mekhi Phifer - Dr. Gregory Pratt
- Alex Kingston - Dr. Elizabeth Corday
- Goran Višnjić - Dr. Luka Kovac
- Sherry Stringfield - Dr. Susan Lewis
- Sharif Atkins - Dr. Michael Gallant
- Joy Bryant - Valerie Gallant
- Laura Innes - Dr. Kerry Weaver
- Linda Cardellini - verpleegster Samantha 'Sam' Taggart
- Oliver Davis - Alex Taggart
- Yvette Freeman - verpleegster Haleh Adams
- Kyle Richards - verpleegster Dori
- Demetrius Navarro - ambulancemedewerker Morales
- Lyn Alicia Henderson - ambulancemedewerker Pamela Olbes
- Michelle Bonilla - ambulancemedewerker Christine Harms
- Brian Lester - ambulancemedewerker Brian Dumar
- Emily Wagner - ambulancemedewerker Doris Pickman
- Parminder Nagra - Neela Rasgrota
- Maura Tierney - Abby Lockhart
- Troy Evans - Frank Martin
- Rossif Sutherland - Lester Kertzenstein

### Gastrollen (selectie)
- Daniel Dae Kim - Ken Sung
- Shannon Lucio - Johanna Lambright
- Wendy Phillips - Mrs. Lambright
- John Eric Bentley - Larry Anderson
- Niecy Nash - Judith Anderson
- Finn Wittrock - Thomas Yoder
- Kevin Gonzalez - Nate
- Karla Zamudio - Alma Benitez